# Кашка, Ян
Ян Кашка — (чеш. Jan Kaška; 1810—1869) — чешский актёр.
Сын плотника и впоследствии торговец корзинами обучался мастерству у збраславского портного Рансдорфа.
Уже в возрасте 14 лет, в 1824 году, участвовал в любительских кружках.
В 1834 году посетив Сословный театр в Праге, в котором выступал Й. Тыла Ян Кашка познакомился с Йозефом и вошёл, по его приглашению, в труппу любительского театра (театра в «Каэтановом доме»).
Ян Кашка начал выступать как профессиональный актёр только в 1842 году в Театре Штегра на улице Ружова. Тогда же он был приглашён в Сословный театр. Он сформировался как реалистический актёр, воплощая на сцене образы простых людей. Роль музыканта Калуфана в пьесе «Волынщик из Стракониц» написана была Тылом специально для Кашки.
Однажды, присутствовавший на спектакле «Ян Гус» Й. Тыла, в котором Ян Кашка так играл роль монаха Блажея, обличая шарлатанство и ханжество духовенства, что начальник полиции отдал распоряжение установить за актёром полицейский надзор. В 1851 году Кашку австрийская полиция выслала из Праги.
Также Ян Кашка работал в журналах Злате дно, Кветы где вел витрину моды, писал рассказы из среды Збраслава, переводил пьесы с немецкого, французского и английского языков, а также сам написал ряд пьес.
Ян Кашка автор книги «Театральный любитель» (1845).
Похоронен на Ольшанском кладбище.